# Jesper Svensson (bowlare)
Jesper Svensson, född 1995 i Vimmerby, är en vänsterhänt svensk bowlare. Han spelar med tvåhandsfattning och innehar det svenska rekordet, 2 122 poäng (med 78 strikear) på åtta serier. Ett rekord som han slog när han var 15 år. Hans klot når 40 km/h till skillnad från andra i svenska herreliten vars klot når 30 km/h.
Svensson använder sig av samma typ av teknik som Osku Palermaa och Jason Belmonte, vars tvåhandsfattning har beskrivits som lika revolutionerande som Fosbury Flop i höjdhopp, V-stilen i backhoppning och tvåhandsfattningen i tennis. Tekniken innebär att man greppar klotet med båda händerna och kan således rotera klotet snabbare än med konventionellt grepp vid släpptillfället och kan således skapa mera rotationer i klotet som genererar mera effekt när klotet träffar käglorna. Oftast har tvåhandsspelare heller inget hål borrat för sin tumme utan spelar bara med långfinger och ringfinger istoppat i klotet. 
Sommaren 2014 fick han en plats i svenska landslaget.
Den 19 december 2015 blev han första svensk på 27 år att vinna en titel på den amerikanska proffstouren PBA. Han blev sedan i februari den yngste någonsin att vinna majortävlingen Tournament of Champions där bara vinnare får delta. Han är även den yngsta spelaren någonsin att ha vunnit fem titlar på den traditionstyngda PBA-touren och han har nu flest titlar av alla svenskar någonsin.
Den 16 januari 2017 tilldelas priset som årets nykomling och Lilla bragdguldet till Jesper Svensson på idrottsgalan. Det var första gången som bowlingsporten får ett pris på Idrottsgalan i någon av de sex stora kategorierna.
Jesper Svensson är uppväxt i Vimmerby och bodde där under hela sin grundskoletid men flyttade 2011 till Nässjö då han gick på en gymnasieskola med bowling som inriktning.